# Sebastian Halgasch
Sebastian Halgasch (20 de diciembre de 1980) es un deportista alemán que compitió en natación.
Ganó una medalla de plata en el Campeonato Mundial de Natación en Piscina Corta de 2000 y tres medallas en el Campeonato Europeo de Natación en Piscina Corta, en los años 1999 y 2000.

## Palmarés internacional
| Campeonato Mundial en Piscina Corta | Campeonato Mundial en Piscina Corta | Campeonato Mundial en Piscina Corta | Campeonato Mundial en Piscina Corta |
| Año                                 | Lugar                               | Medalla                             | Prueba                              |
| ----------------------------------- | ----------------------------------- | ----------------------------------- | ----------------------------------- |
| 2000                                | Atenas (Grecia)                     | Medalla de plata                    | 4 × 100 m estilos                   |
| Campeonato Europeo en Piscina Corta |                                     |                                     |                                     |
| Año                                 | Lugar                               | Medalla                             | Prueba                              |
| 1999                                | Lisboa (Portugal)                   | Medalla de plata                    | 4 × 50 m estilos                    |
| 1999                                | Lisboa (Portugal)                   | Medalla de bronce                   | 50 m espalda                        |
| 2000                                | Valencia (España)                   | Medalla de oro                      | 4 × 50 m estilos                    |